# NGC 3671
NGC 3671 је галаксија у сазвежђу Велики медвед која се налази на NGC листи објеката дубоког неба.
Деклинација објекта је + 60° 28' 48" а ректасцензија 11h 25m 52,5s. Привидна величина (магнитуда) објекта NGC 3671 износи 14,8 а фотографска магнитуда 15,8. NGC 3671 је још познат и под ознакама CGCG 291-68, NPM1G +60.0100, PGC 35149.